# Phaeanthus impressinervius
Phaeanthus impressinervius är en kirimojaväxtart som beskrevs av Elmer Drew Merrill. Phaeanthus impressinervius ingår i släktet Phaeanthus och familjen kirimojaväxter. Inga underarter finns listade i Catalogue of Life.